# Harkovi csata (1943. augusztus)
A negyedik harkovi csata a második világháború egyik összecsapása volt 1943. augusztus 12–23. között Harkov város térségében. Az 1941-ben német megszállás alá került város visszafoglalásáért a Vörös Hadsereg korábban kétszer is támadást indított, ám mindkét offenzíva sikertelenül zárult. Az 1943 nyarán lezajlott kurszki csata következményeként azonban a szovjet csapatok negyedik támadása sikerrel járt a kimerült németekkel szemben, akik augusztus 23-án kiürítették a várost.

## Előzmények
A kurszki csatát követően, 1943. augusztus 3-án, a Vörös Hadsereg útjára indította a Polkovogyec Rumjancev hadműveletet, melynek célja Belgorod és Harkov városok visszafoglalása volt. Már az offenzíva első napján a Voronyezs Front áttörte a német vonalakat és mintegy 100 km-es előrenyomulást hajtott végre, csak augusztus 12-én állította meg őket a német 12. páncélos hadtest. A szovjet előrenyomulás miatt a németek már augusztus 5-én kiürítették Belgorodot.

## A csata
A Belgorodból kivonult csapatok Erhard Raus generaloberst parancsnoksága alatt Harkovtól északra alakítottak ki védekezőállást, a Donyec és Lopany folyók között. Augusztus 12-én a szovjet Sztyeppe Front támadásba lendült és megkísérelte a Poltava és Harkov közti vasútvonal átvágását, de az SS-Panzerdivision "Das Reich" alakulatai augusztus 22-ig sikeresen feltartóztatták a szovjet támadást.
A szovjet csapatok azonban a Donyec jobb partján sikeresen felszámolták a német állásokat, így a Harkovot védő Werner Kempf páncélos tábornok augusztus 12-én elrendelte a város feladását - Hitler parancsa ellenére -, megakadályozandó, hogy Harkov körül egy "újabb Sztálingrád" jöjjön létre. Kempf felettese, Erich von Manstein - habár egyetértett a tábornok döntésével - Hitler parancsára felmentette pozíciójából és helyére Otto Wöhler gyalogsági tábornokot helyezte, aki folytatta Harkov védelmét. Hosszú utcai harcok után - a Poltava-Harkov vasútvonal áttörése után - azonban Manstein augusztus 22-én elrendelte a város feladását. Augusztus 23-án reggel 11 órára a város teljesen a szovjet csapatok fennhatósága alá került. 